# I segreti di Brokeback Mountain
I segreti di Brokeback Mountain (Brokeback Mountain) è un film del 2005 diretto da Ang Lee con Heath Ledger e Jake Gyllenhaal, liberamente ispirato al racconto Brokeback Mountain di Annie Proulx che fu pubblicato per la prima volta sulla rivista statunitense The New Yorker il 13 ottobre 1997.
Il film, di produzione statunitense, debuttò alla Mostra internazionale del cinema di Venezia, dove vinse il Leone d'oro. Uscì nei cinema statunitensi il 9 dicembre 2005, mentre in Italia è uscito il 20 gennaio 2006.
La pellicola fu accolta da critiche estremamente positive: vinse molteplici premi tra cui 4 Golden Globe, 4 BAFTA, 3 Critics' Choice Movie Award, 4 Satellite Awards e fu il film con maggiori nomination ai Premi Oscar 2006, dove riuscì ad aggiudicarsene 3 su 8 (miglior regia, miglior sceneggiatura non originale, miglior colonna sonora). Il film fu inoltre un successo al box office, ed è considerato uno dei migliori film del 2005 e del decennio 2000-2010 nonché uno dei migliori film riguardanti l'amore omosessuale.
Nel 2018 è stato scelto per la conservazione nel National Film Registry della Biblioteca del Congresso degli Stati Uniti.

## Trama
Wyoming, 1963: due giovani uomini in cerca di un lavoro stagionale si presentano a un allevatore e vengono ingaggiati per condurre al pascolo un gregge di pecore nella località di Brokeback Mountain (un luogo fittizio sul Big Horn) durante l'estate. I due hanno un carattere molto diverso: Jack Twist è un ragazzo estroverso e solare del Texas, dedito alle gare di rodeo con cui spera di farsi notare, mentre Ennis del Mar è un giovane di poche parole della zona, chiuso e semplice, abituato ad accettare la vita dura così com'è. Durante questa esperienza in montagna, l'isolamento e la convivenza forzata portano i due protagonisti a cercare un contatto e a scoprire un'attrazione e un sentimento reciproco, che sfocia in un rapporto sessuale, con l'amore tra i due che diventa sempre più forte giorno dopo giorno. Finito il lavoro estivo, però, le loro strade si dividono e i due ragazzi perdono i contatti.
Nei quattro anni successivi entrambi continuano la loro vita in modo convenzionale: Ennis sposa la fidanzata Alma, con la quale ha due figlie; Jack partecipa ancora ai rodei e in Texas conosce una ragazza di buona famiglia, Laureen, con cui conclude un matrimonio dal quale hanno un bambino e, nonostante il rapporto conflittuale creatosi con il suocero, questa unione garantisce al cowboy un buon lavoro nell’impresa di famiglia. Ennis, invece, rimane relegato a lavori stagionali che a fatica gli consentono di mantenere la famiglia.
Un giorno del 1967, Ennis riceve una cartolina in cui l'amico gli preannuncia una visita. Questa visita riaccende la passione tra i due uomini, nel profondo mai spentasi. I due si scambiano un bacio appassionato, senza accorgersi di essere visti da Alma e passano del tempo insieme. Jack sarebbe a questo punto disposto a smettere di fingere e vivere con Ennis, ma quest'ultimo ritiene che una relazione omosessuale equivalga a una condanna a morte, nella realtà in cui vivono, ricordando un episodio vissuto da bambino, in cui il padre lo aveva condotto a vedere il cadavere di un omosessuale linciato. Intanto tra Ennis e la moglie si crea un'irreparabile frattura, che finirà il 6 novembre 1975 in un divorzio. 
Gli incontri tra Ennis e Jack continuano sporadici negli anni, ma Ennis, vincolato tra il lavoro e le figlie, non riesce a passare molto tempo con Jack e quest'ultimo cerca di compensare la solitudine facendo ricorso alla prostituzione maschile in Messico. Durante l'ultimo incontro, in cui Ennis annuncia che non si vedranno fino a novembre, i due litigano, ma, quando si salutano, sembrano sapere che nulla cambierà e che si vedranno sempre meno.
Vent'anni dopo il loro primo incontro, nel 1983, Ennis, ormai quarantenne, si vede rispedire al mittente una cartolina inviata a Jack, recante il timbro “DECEDUTO”. Incredulo, chiama la casa di Jack e parla con Laureen, la quale racconta che Jack è morto a causa dello scoppio di un grosso pneumatico da trattore, un frammento del quale gli aveva sfondato il volto, tramortendolo e facendolo annegare nel proprio sangue. Ennis, mentre ascolta Laureen, visualizza Jack mentre viene picchiato da tre uomini in quanto ne avrebbero scoperto la sessualità. Il suo ultimo desiderio è che le proprie ceneri siano sparse a Brokeback Mountain. Ennis fa una visita ai genitori di Jack per offrirsi di farlo, ma il padre preferisce che riposino nel cimitero del paese, mentre la madre permette a Ennis di prendere un oggetto dalla camera del figlio come ricordo. Ennis scopre così che Jack aveva conservato la camicia che lui vent'anni prima pensava di aver dimenticato a Brokeback Mountain. Capisce, quindi, che Jack è stato sempre profondamente innamorato di lui.
Ennis si trasferisce in una roulotte, dove la figlia Alma Jr. gli annuncia che si sposerà presto con un operaio. Il film si chiude con Ennis che apre l'armadio e accarezza la camicia di Jack. Osservando una foto di Brokeback Mountain, le ultime parole che l'uomo dice con le lacrime agli occhi sono "Jack, io giuro".

## Produzione

### Pre-produzione
Il racconto di Annie Proulx uscì sulle pagine del New Yorker nel 1997 e fu un piccolo caso; il suo adattamento cinematografico ebbe poi una gestazione lunga e difficoltosa. La sceneggiatura, scritta dal premio Pulitzer Larry McMurtry e da Diana Ossana aveva visto la luce già nel 1999, ma nonostante si fosse a ridosso del nuovo millennio restava diffuso un certo timore all'idea di produrre, dirigere e interpretare una storia ancora ritenuta così rischiosa.
Il primo regista disposto a realizzare il film è Gus Van Sant: il progetto era agli inizi, una parte nel film fu offerta a Matt Damon, ma quest'ultimo non accettò il ruolo e il lavoro di Van Sant svanì. La pellicola fu offerta anche a Pedro Almodóvar, regista distante dall'industria cinematografica americana: costui dirà in seguito che, sebbene abbia rifiutato, è stata l'unica tra le proposte fattegli da Hollywood che abbia preso in seria considerazione e si sia quasi pentito di non avere accettato.
Il progetto quindi rischiava di bloccarsi, ma alla fine l'intuizione di affidare la storia alla sensibilità di un regista dalla versatilità artistica e adattabilità culturale si rivelerà vincente: fu chiamato Ang Lee, che accettò praticamente subito. La filmografia del regista taiwanese è varia, avendo girato film di produzione cinese (La tigre e il dragone), inglese (Ragione e sentimento), hollywoodiana (Hulk) ma allo stesso tempo percorsa da un filo conduttore, trattando spesso il conflitto tra i sentimenti e le costrizioni: una sensibilità dunque molto adatta alla sceneggiatura di Brokeback Mountain, tanto più che Ang Lee aveva già toccato il tema dell'omosessualità in una sua famosa commedia, Il banchetto di nozze.
Un altro problema nell'adattare la storia al cinema, visto che si svolge nell'arco di vent'anni, era decidere se scegliere attori più giovani per interpretare gli Ennis e Jack ventenni e altri due più maturi per Ennis e Jack quarantenni, o se prendere due attori di età mediana tra i due estremi, invecchiandoli con l'ausilio del trucco. Alla fine si è deciso per la seconda soluzione, in modo da dare un unico volto in cui identificare i personaggi: dopo un lungo casting la scelta ricadde su Heath Ledger e Jake Gyllenhaal, che Ang Lee giudicò molto bene assortiti sullo schermo: le loro capacità erano equilibrate, venivano entrambi da carriere avviate e solide, ed entrambi aspettavano un ruolo per mettere definitivamente in luce le proprie abilità recitative. Il regista Lee dirà poi in seguito di aver sfruttato il loro reale imbarazzo per le scene più intime (su tutte il primo rapporto sessuale fra Ennis e Jack) per rendere più realistica possibile l'intensità emotiva del film. La parte di Ennis fu offerta anche all'attore Mark Wahlberg il quale rifiutò dicendo che un progetto del genere gli dava i brividi e che fu contento che il regista non insistette nel dargli la parte. Anche Joaquin Phoenix rifiutò di partecipare al film.

### Riprese
Le riprese del film si svolgono finalmente nell'estate del 2004, con un budget da cinema indipendente; per contenere ulteriormente i costi si gira tutto il film nella regione dell'Alberta, in Canada. Anche le montagne che si vedono nel film, che nella finzione fanno parte della catena del Big Horn negli USA, si trovano in realtà nelle Montagne Rocciose Canadesi, nel sud della regione Alberta, quindi non nel Wyoming.

### Sceneggiatura

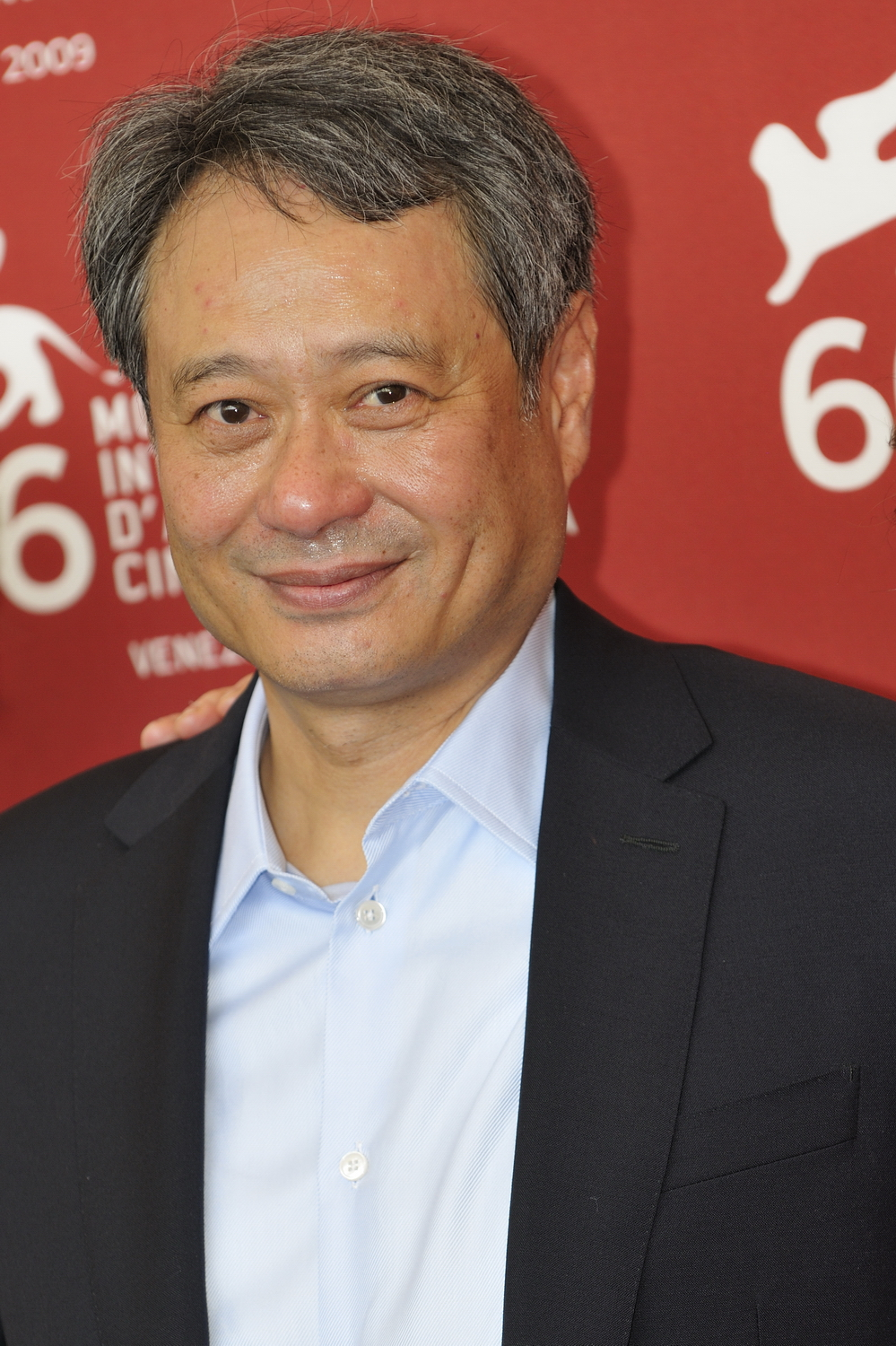
Ang Lee

Il regista e gli sceneggiatori hanno deciso di rimanere profondamente aderenti al breve racconto di Annie Proulx, Gente del Wyoming. Molte scene e battute del film infatti riprendono, a volte senza cambiare una virgola, i dialoghi e gli eventi del racconto. Diana Ossana e Larry McMurtry hanno colto subito le potenzialità della storia e dei dialoghi scarni e hanno voluto rendere loro giustizia modificando solo il minimo indispensabile. Avendo tra le mani una storia breve, i due sceneggiatori non sono stati costretti a tagliare qualcosa come accade spesso negli adattamenti cinematografici, ma anzi hanno potuto dare più respiro alla storia, approfondirne alcuni aspetti e dare maggior spazio ad alcuni personaggi. Dal racconto e dal film è stato tratto anche un musical.

## Promozione

### Tagline
(Tagline del film)

## Accoglienza

### Critica
Il film è accolto da critiche positive e si aggiudica una lunga serie di vittorie e candidature ai più importanti premi cinematografici, tra cui 8 candidature agli Oscar e 8 ai Golden Globe. Diversi aspetti della pellicola sono apprezzati: la sceneggiatura, la fotografia, la colonna sonora, la regia e le interpretazioni dei due attori protagonisti. Sul sito di recensioni Rotten Tomatoes ottiene una votazione dell'87% da parte dei critici, del 91% da parte dei critici Top e del 82% da parte degli spettatori. Su Metacritic riceve un voto di 87/100 da parte dei critici e 8.2/10 da parte del pubblico. IMDb gli assegna un voto di 7.7/10 in base a oltre 161.000 votazioni degli utenti. Anche in Italia il film ottiene il consenso di critica e pubblico, regalando al regista il Leone d'oro al miglior film. Sul sito MYmovies ottiene un giudizio di 3.92/5 con 4 stelle su 5 da parte del pubblico e 3 stelle su 5 da parte della critica; sul sito di Coming Soon Television registra un voto di 9.0/10.

### Incassi
Il film è un successo al box office: a fronte di un budget di 14 milioni di dollari ne incassa 178 a livello mondiale (di cui 83 milioni guadagnati sul mercato interno e più di 5 milioni in Italia) classificandosi, all'epoca, come il terzo film a tematica LGBT di maggior incasso della storia del cinema (attualmente è al sesto posto) e risultando ancora oggi il film di maggior incasso dello studio cinematografico statunitense Focus Features. Il film ottiene ottimi risultati anche dalle vendite DVD: in patria, alla sua uscita sul mercato Home video, esordisce al secondo posto nella classifica dei DVD più venduti e arriva a incassare oltre 31 milioni di dollari.

## Riconoscimenti
- 2006 - Premio Oscar
  - Miglior regia a Ang Lee
  - Migliore sceneggiatura non originale a Larry McMurtry e Diana Ossana
  - Miglior colonna sonora a Gustavo Santaolalla
  - Candidatura Miglior film a Diana Ossana e James Schamus
  - Candidatura Miglior attore protagonista a Heath Ledger
  - Candidatura Miglior attore non protagonista a Jake Gyllenhaal
  - Candidatura Miglior attrice non protagonista a Michelle Williams
  - Candidatura Migliore fotografia a Rodrigo Prieto
- 2006 - Golden Globe
  - Miglior film drammatico a Diana Ossana e James Schamus
  - Miglior regia a Ang Lee
  - Migliore sceneggiatura a Larry McMurtry e Diana Ossana
  - Miglior canzone (A Love That Will Never Grow Old) a Bernie Taupin e Gustavo Santaolalla
  - Candidatura Miglior attore in un film drammatico a Heath Ledger
  - Candidatura Miglior attrice non protagonista a Michelle Williams
  - Candidatura Miglior colonna sonora a Gustavo Santaolalla
- 2006 - Premio BAFTA
  - Miglior film a Diana Ossana, James Schamus e Ang Lee
  - Miglior regia a Ang Lee
  - Miglior attore non protagonista a Jake Gyllenhaal
  - Migliore sceneggiatura non originale a Larry McMurtry e Diana Ossana
  - Candidatura Miglior attore protagonista a Heath Ledger
  - Candidatura Miglior attrice non protagonista a Michelle Williams
  - Candidatura Migliore fotografia a Rodrigo Prieto
  - Candidatura Miglior montaggio a Geraldine Peroni e Dylan Tichenor
  - Candidatura Miglior colonna sonora a Gustavo Santaolalla
- 2006 - Screen Actors Guild Award
  - Candidatura Miglior cast
  - Candidatura Miglior attore protagonista a Heath Ledger
  - Candidatura Miglior attore non protagonista a Jake Gyllenhaal
  - Candidatura Miglior attrice non protagonista a Michelle Williams
- 2005 - Boston Society of Film Critics Award
  - Miglior film
  - Migliore regia a Ang Lee
  - Candidatura Miglior attore protagonista a Heath Ledger
  - Candidatura Miglior fotografia a Rodrigo Prieto
- 2006 - Critics' Choice Award
  - Miglior film
  - Migliore regia a Ang Lee
  - Miglior attrice non protagonista a Michelle Williams
  - Candidatura Miglior attore protagonista a Heath Ledger
  - Candidatura Miglior attore non protagonista a Jake Gyllenhaal
  - Candidatura Miglior sceneggiatore a Larry McMurtry e Diana Ossana
  - Candidatura Miglior colonna sonora a Gustavo Santaolalla
  - Candidatura Miglior canzone (A Love That Will Never Grow Old) a Emmylou Harris
- 2005 - Chicago Film Critics Association Award
  - Migliore fotografia a Rodrigo Prieto
  - Miglior colonna sonora a Gustavo Santaolalla
  - Candidatura Miglior film
  - Candidatura Migliore regia a Ang Lee
  - Candidatura Miglior attore protagonista a Heath Ledger
  - Candidatura Miglior attore non protagonista a Jake Gyllenhaal
  - Candidatura Miglior attrice non protagonista a Michelle Williams
  - Candidatura Migliore sceneggiatura non originale a Larry McMurtry e Diana Ossana
- 2007 - Premio César
  - Candidatura Miglior film straniero a Ang Lee
- 2006 - David di Donatello
  - Candidatura Miglior film straniero a Ang Lee
- 2005 - European Film Award
  - Miglior film internazionale a Ang Lee
- 2006 - Independent Spirit Award
  - Miglior film
  - Migliore regia a Ang Lee
  - Candidatura Miglior attore protagonista a Heath Ledger
  - Candidatura Miglior attrice non protagonista a Michelle Williams
- 2005 - Las Vegas Film Critics Society Award
  - Miglior film
  - Migliore regia a Ang Lee
  - Miglior attore protagonista a Heath Ledger
  - Miglior colonna sonora a Gustavo Santaolalla
- 2006 - MTV Movie Award
  - Miglior performance a Jake Gyllenhaal
  - Miglior bacio a Jake Gyllenhaal e Heath Ledger
- 2005 - National Board of Review Award
  - Migliori dieci film
  - Migliore regia a Ang Lee
  - Miglior attore non protagonista a Jake Gyllenhaal
- 2005 - Satellite Award
  - Miglior film drammatico
  - Migliore regia a Ang Lee
  - Miglior montaggio a Geraldine Peroni e Dylan Tichenor
  - Miglior canzone (A Love That Will Never Grow Old) a Gustavo Santaolalla e Bernie Taupin
  - Candidatura Miglior attore in un film drammatico a Heath Ledger
  - Candidatura Miglior attore non protagonista in un film drammatico a Jake Gyllenhaal
  - Candidatura Migliore sceneggiatura non originale a Larry McMurtry e Diana Ossana
  - Candidatura Miglior colonna sonora a Gustavo Santaolalla
- 2005 - St. Louis Film Critics Association Awards
  - Miglior film
  - Miglior regia a Ang Lee
  - Miglior attore protagonista a Heath Ledger
  - Miglior sceneggiatura a Larry McMurtry e Diana Ossana
  - Candidatura Miglior attore non protagonista a Jake Gyllenhaal
  - Candidatura Miglior attrice non protagonista a Michelle Williams
  - Candidatura Miglior fotografia/effetti speciali a Rodrigo Prieto
- 2005 - Festival di Venezia
  - Leone d'oro a Ang Lee
- 2006 - Premio Amanda
  - Candidatura Miglior film straniero a Ang Lee
- 2006 - Central Ohio Film Critics Association Award
  - Attore dell'anno a Heath Ledger
  - Miglior performance da protagonista a Heath Ledger
  - Migliore sceneggiatura non originale a Larry McMurtry e Diana Ossana
  - Migliori dieci film
  - Candidatura Miglior regia a Ang Lee
  - Candidatura Miglior cast
  - Candidatura Miglior formato
- 2006 - GLAAD Media Award
  - Miglior film della grande distribuzione
- 2007 - Grammy Award
  - Candidatura Miglior compilation dalla colonna sonora a Gustavo Santaolalla
- 2006 - London Critics Circle Film Award
  - Film dell'anno
  - Regista dell'anno a Ang Lee
  - Candidatura Attore dell'anno a Heath Ledger
  - Candidatura Sceneggiatore dell'anno a Larry McMurtry e Diana Ossana
- 2010 - Los Angeles Film Critics Association Award
  - Candidatura Film del decennio
- 2005 - Los Angeles Film Critics Association Award
  - Miglior film
  - Migliore regia a Ang Lee
  - Candidatura Miglior attore a Heath Ledger
- 2005 - New York Film Critics Circle Award
  - Miglior film
  - Migliore regia a Ang Lee
  - Miglior attore protagonista a Heath Ledger
  - Candidatura Miglior sceneggiatura a Larry McMurtry e Diana Ossana
- 2005 - Phoenix Film Critics Society Award
  - Miglior attore protagonista a Heath Ledger
  - Miglior attore non protagonista a Jake Gyllenhaal
  - Miglior attrice non protagonista a Michelle Williams
  - Migliore sceneggiatura non originale a Larry McMurtry e Diana Ossana
  - Migliore fotografia a Rodrigo Prieto
- 2005 - San Diego Film Critics Society Award
  - Premio Speciale a Jake Gyllenhaal
- 2005 - Southeastern Film Critics Association Award
  - Miglior film
  - Migliore regia a Ang Lee
  - Migliore sceneggiatura non originale a Larry McMurtry e Diana Ossana
  - Candidatura Miglior attore protagonista a Heath Ledger
  - Candidatura Miglior attrice non protagonista a Michelle Williams
- 2006 - AFI Award
  - Film dell'anno
- 2006 - Eddie Award
  - Candidatura Miglior montaggio per un film drammatico a Geraldine Peroni e Dylan Tichenor
- 2006 - American Society of Cinematographers
  - Candidatura Migliore fotografia a Rodrigo Prieto
- 2006 - AACTA Award
  - Miglior attore internazionale a Heath Ledger
- 2006 - BMI Film & TV Award
  - Miglior colonna sonora a Gustavo Santaolalla
- 2006 - Premio Bodil
  - Candidatura Miglior film statunitense a Ang Lee
- 2006 - Artios Award
  - Miglior casting per un film drammatico a Avy Kaufman
- 2006 - Premio Chlotrudis
  - Migliore regia a Ang Lee
  - Migliore sceneggiatura non originale a Larry McMurtry e Diana Ossana
  - Candidatura Miglior film
  - Candidatura Miglior attore a Heath Ledger
- 2005 - Dallas-Fort Worth Film Critics Association Award
  - Miglior film
  - Migliore regia a Ang Lee
  - Migliore sceneggiatura non originale a Larry McMurtry e Diana Ossana
  - Migliore fotografia a Rodrigo Prieto
  - Candidatura Miglior attore protagonista a Heath Ledger
  - Candidatura Miglior attore non protagonista a Jake Gyllenhaal
  - Candidatura Miglior attrice non protagonista a Michelle Williams
- 2006 - DGA Award
  - Miglior regia
- 2006 - Glitter Award
  - Miglior film
- 2006 - Golden Trailer Award
  - Candidatura Miglior film romantico
- 2005 - Gotham Award
  - Candidatura Miglior film a Ang Lee, Diana Ossana e James Schamus
  - Candidatura Miglior cast
- 2005 - Hollywood Film Awards
  - Miglior attore all'avanguardia a Jake Gyllenhaal
  - Direttore dei casting dell'anno a Avy Kaufman
- 2006 - National Society of Film Critics Awards
  - Candidatura Miglior attore a Heath Ledger
- 2006 - Nikkan Sports Film Award
  - Miglior film straniero
- 2006 - PGA Award
  - Miglior produttore a Diana Ossana e James Schamus
- 2005 - San Francisco Film Critics Circle
  - Miglior film
  - Migliore regia a Ang Lee
  - Miglior attore protagonista a Heath Ledger
- 2006 - Santa Barbara International Film Festival
  - Premio alla performance rivelazione dell'anno a Heath Ledger
- 2006 - Vancouver Film Critics Circle
  - Miglior film
  - Migliore regia a Ang Lee
  - Candidatura Miglior attore protagonista a Heath Ledger
  - Candidatura Miglior attrice non protagonista a Michelle Williams
- 2005 - Washington DC Area Film Critics Association Award
  - Candidatura Miglior film
  - Candidatura Migliore regia a Ang Lee
  - Candidatura Miglior attore protagonista a Heath Ledger
  - Candidatura Miglior attrice non protagonista a Michelle Williams
  - Candidatura Migliore sceneggiatura non originale a Larry McMurtry e Diana Ossana
- 2006 - WGA Award
  - Miglior sceneggiatura non originale a Larry McMurtry e Diana Ossana
- 2005 - African-American Film Critics Association
  - Migliori dieci film
- 2006 - Austin Film Critics Association
  - Migliore sceneggiatura non originale a Larry McMurtry, Diana Ossana e Annie Proulx
  - Candidatura Miglior film
  - Candidatura Miglior attore protagonista a Heath Ledger
  - Candidatura Miglior attore non protagonista a Jake Gyllenhaal
- 2012 - Awards Circuit Community Awards
  - Candidatura Miglior attore del decennio a Heath Ledger
- 2005 - Awards Circuit Community Awards
  - Miglior film a Diana Ossana e James Schamus
  - Miglior regia a Ang Lee
  - Miglior attore protagonista a Heath Ledger
  - Miglior attore non protagonista a Jake Gyllenhaal
  - Miglior sceneggiatura non originale a Larry McMurtry e Diana Ossana
  - Miglior fotografia a Rodrigo Prieto
  - Miglior colonna sonora originale a Gustavo Santaolalla
  - Candidatura Miglior attrice non protagonista a Michelle Williams
  - Candidatura Miglior cast
  - Candidatura Miglior montaggio a Dylan Tichenor e Geraldine Peroni
- 2010 - CinEuphoria Awards
  - Migliori dieci film internazionali a Ang Lee
- 2006 - Dublin Film Critics Circle Awards
  - Miglior film
  - Candidatura Miglior regia a Ang Lee
  - Candidatura Miglior attore a Heath Ledger
- 2005 - Florida Film Critics Circle Award
  - Miglior film
  - Migliore regia a Ang Lee
  - Migliore sceneggiatura non originale a Larry McMurtry e Diana Ossana
  - Migliore fotografia a Rodrigo Prieto
- 2010 - Gold Derby Awards
  - Miglior sceneggiatura non originale del decennio a Larry McMurtry e Diana Ossana
  - Candidatura Miglior film del decennio
  - Candidatura Miglior attore del decennio a Heath Ledger
  - Candidatura Miglior attore non protagonista del decennio a Jake Gyllenhaal
- 2006 - Gold Derby Awards
  - Miglior film a Diana Ossana e James Schamus
  - Miglior regia a Ang Lee
  - Miglior attore non originale a Jake Gyllenhaal
  - Miglior sceneggiatura non originale a Larry McMurtry e Diana Ossana
  - Miglior colonna sonora originale a Gustavo Santaolalla
  - Candidatura Miglior attore protagonista a Heath Ledger
  - Candidatura Miglior attrice non protagonista a Michelle Williams
  - Candidatura Miglior cast
  - Candidatura Miglior fotografia a Rodrigo Prieto
  - Candidatura Miglior montaggio a Geraldine Peroni e Dylan Tichenor
  - Candidatura Miglior canzone originale (A Love That Will Never Grow Old) a Gustavo Santaolalla e Bernie Taupin
- 2005 - Golden Schmoes Awards
  - Film più sopravvalutato dell'anno
  - Candidatura Regista dell'anno a Ang Lee
  - Candidatura Attore dell'anno a Heath Ledger
  - Candidatura Attore non protagonista dell'anno a Jake Gyllenhaal
  - Candidatura Attrice non protagonista dell'anno a Michelle Williams
  - Candidatura Sceneggiatore dell'anno a Larry McMurtry e Diana Ossana
  - Candidatura Frase dell'anno (I wish I knew how to quit you)
- 2006 - International Cinephile Society Awards
  - Miglior film
  - Miglior attore protagonista a Heath Ledger
  - Miglior attore non protagonista a Jake Gyllenhaal
  - Migliore sceneggiatura non originale a Larry McMurtry e Diana Ossana
  - Candidatura Miglior regia a Ang Lee
  - Candidatura Miglior fotografia a Rodrigo Prieto
  - Candidatura Miglior colonna sonora originale a Gustavo Santaolalla
- 2006 - International Online Cinema Awards
  - Miglior film
  - Miglior regia a Ang Lee
  - Miglior attore protagonista a Heath Ledger
  - Miglior attore non protagonista a Jake Gyllenhaal
  - Migliore sceneggiatura non originale a Larry McMurtry e Diana Ossana
  - Migliore canzone originale (A Love That Will Never Grow Old)
  - Miglior colonna sonora originale a Gustavo Santaolalla
  - Candidatura Miglior attrice non protagonista a Michelle Williams
  - Candidatura Miglior cast
  - Candidatura Miglior fotografia a Rodrigo Prieto
  - Candidatura Miglior montaggio a Geraldine Peroni, Dylan Tichenor
- 2006 - Iowa Film Critics Awards
  - Miglior film
  - Miglior regia a Ang Lee
- 2006 - Italian Online Movie Awards
  - Miglior film
  - Miglior regia a Ang Lee
  - Miglior colonna sonora
  - Candidatura Miglior attrice non protagonista a Michelle Williams
  - Candidatura Miglior sceneggiatura non originale a Larry McMurtry e Diana Ossana
  - Candidatura Miglior fotografia a Rodrigo Prieto
- 2005 - New York Film Critics, Online
  - Migliori film
- 2006 - North Texas Film Critics Association
  - Miglior regia a Ang Lee
  - Miglior fotografia a Rodrigo Prieto
- 2006 - NRJ Ciné Award
  - Candidatura Miglior bacio a Heath Ledger e Jake Gyllenhaal
- 2017 - Online Film & Television Association
  - Miglior film
- 2006 - Online Film & Television Association
  - Miglior film a Diana Ossana e James Schamus
  - Miglior regia a Ang Lee
  - Miglior attore protagonista a Heath Ledger
  - Miglior attore non protagonista a Jake Gyllenhaal
  - Miglior cast
  - Miglior sceneggiatura non originale a Larry McMurtry e Diana Ossana
  - Miglior colonna sonora originale a Gustavo Santaolalla
  - Miglior canzone originale (A Love That Will Never Grow Old) a Gustavo Santaolalla, Bernie Taupin e Emmylou Harris
  - Miglior fotografia a Rodrigo Prieto
  - Miglior momento (Cercare la camicia)
  - Miglior sito web ufficiale
  - Candidatura Miglior attrice non protagonista a Michelle Williams
  - Candidatura Miglior performance rivelazione femminile a Michelle Williams
  - Candidatura Miglior casting a Deb Green e Avy Kaufman
  - Candidatura Miglior montaggio a Geraldine Peroni e Dylan Tichenor
  - Candidatura Miglior momento (L'intreccio delle camicie)
- 2006 - Online Film Critics Society Award
  - Migliore sceneggiatura non originale a Larry McMurtry e Diana Ossana
  - Miglior colonna sonora a Gustavo Santaolalla
  - Candidatura Miglior film
  - Candidatura Migliore regia a Ang Lee
  - Candidatura Miglior attore protagonista a Heath Ledger
  - Candidatura Miglior attore non protagonista a Jake Gyllenhaal
  - Candidatura Miglior attrice non protagonista a Michelle Williams
  - Candidatura Migliore fotografia a Rodrigo Prieto
- 2005 - Stinkers Bad Movie Awards
  - Candidatura Film più sottovalutato
  - Candidatura Premio Spencer Breslin per la peggior interpretazione giovanile a Jake Church
- 2006 - USC Scripter Award
  - Candidatura Migliore sceneggiatura a Larry McMurtry, Diana Ossana e Annie Proulx
- 2005 - Utah Film Critics Association Awards
  - Miglior film
  - Miglior regia a Ang Lee
  - Candidatura Miglior attore a Heath Ledger
- 2005 - Village Voice Film Poll
  - Miglior performance a Heath Ledger
  - Candidatura Miglior performance da non protagonista a Michelle Williams
  - Candidatura Miglior sceneggiatura a Larry McMurtry e Diana Ossana
- 2006 - World Soundtrack Award
  - Public Choice Award a Gustavo Santaolalla
  - Candidatura Miglior colonna sonora dell'anno a Gustavo Santaolalla
  - Candidatura Miglior canzone (A Love That Will Never Grow Old) a Bernie Taupin, Gustavo Santaolalla e Emmylou Harris

## Influenza culturale

### Origini del fenomeno
Il film è entrato prepotentemente nell'immaginario collettivo in quanto calca un terreno che prima a causa di certi tabù non era stato mai battuto, riempie un vuoto che il cinema hollywoodiano aveva creato attorno al tema dell'omosessualità. Per la prima volta il tema dell'amore omosessuale è centrale in un film mainstream, ovvero rivolto a un grande pubblico, non a un target ristretto e di nicchia ed è trattato, forse per la prima volta, senza filtri: da un lato non c'è traccia degli stereotipi gay tipici del cinema hollywoodiano, e dall'altro rifiuta la provocazione gratuita, l'intento militante o didascalico. Per questi motivi ad apprezzarlo e a identificarsi nella tragica storia è il pubblico più trasversale, al di là dell'età e dell'identità sessuale. Il successo di pubblico fa entrare quindi il film nella cultura di massa, tanto che se ne contano innumerevoli citazioni, parodie e omaggi. La University of Southern California ha creato un gruppo di professori, accademici, commediografi e bloggers per scrivere un saggio che analizza l'importanza del film e la sua influenza sulla società e sulla cultura.

### I personaggi
Il 3 giugno 2006 durante gli MTV Movie Awards la pellicola vince il Miglior bacio. La manifestazione premia le scene e i personaggi ritenuti di culto, votati dal pubblico. Il bacio sotto la casa di Ennis scambiato tra Jake Gyllenhaal e Heath Ledger è considerato il migliore dell'anno per intensità e pathos, come era successo per altre scene di bacio rimaste nella storia (quello di Spider-Man oppure Cruel Intentions). Il premio è stato ritirato da Gyllenhaal in persona, che la stessa sera ha anche vinto la Migliore performance maschile. La scena in questione viene considerata una delle migliori scene di bacio del cinema e il film uno dei migliori film romantici. Ennis e Jack sono quindi la coppia di soli uomini per antonomasia del cinema e rientrano in diverse classifiche sulle accoppiate cinematografiche che più influenzano l'immaginario contemporaneo. L'immagine della coppia di cowboy gay entra anche nella moda: durante le presentazioni uomo autunno-inverno 2006/07 Valentino fa sfilare due modelli mano nella mano con giacca di pelle e jeans. Il film viene anche celebrato in un party organizzato a Milano.

### Gli oggetti
Oltre ai personaggi, persino alcuni oggetti del film hanno subito un fenomeno di mitizzazione: le camicie che Ennis ha trovato una nell'altra all'interno dell'armadio di Jack sono state battute all'asta su eBay il 21 febbraio 2006 per oltre 100.000 dollari americani. L'acquirente, un collezionista di memorabilia cinematografica, ha definito le camicie "le scarpette rosse del nostro tempo" (il riferimento è alle calzature magiche di Dorothy nel Mago di Oz) e ha dichiarato che non se ne separerà mai. Il provento della vendita è stato devoluto a un'associazione benefica americana a favore dei bambini. Qualche mese dopo è stato venduto all'asta anche il pick-up di Jack Twist dal vero proprietario, che ci ha ricavato un bel gruzzolo per pagarsi gli studi. Inoltre in Internet è possibile comprare t-shirt, felpe, cappelli e altri articoli sui quali è stampata la celebre frase del film «I Wish I Knew How To Quit You» (“Vorrei sapere come lasciarti”) pronunciata da Jack e trovare centinaia di compilation e video clip ispirati alla pellicola.

### Le parodie
- Scary Movie 4 e la Notte degli Oscar 2006, in cui il film di Ang Lee è alluso da una tenda canadese in mezzo ai boschi.
- Nell'episodio A A Abbronzatissimo de I Griffin viene mostrata una breve parodia del film "dal punto di vista dei cavalli": venuto a controllare lo stato dei due protagonisti all'interno della loro tenda, uno dei loro cavalli fugge spaventato.

## Censura
Brokeback Mountain incontra notevoli difficoltà di distribuzione e subisce censura in diverse parti del mondo.

### In Italia
In Italia Brokeback Mountain viene censurato nella sua prima trasmissione televisiva: l'8 dicembre 2008, il film è andato in onda per la prima volta sulla tv di stato italiana dopo tre anni dall'uscita nelle sale, su Rai 2 alle 22.45, censurato però delle scene d'amore tra i due protagonisti. Le scene eliminate sono:
- Il primo rapporto sessuale tra i due protagonisti, la cui versione integrale, benché esplicita nei gesti, non mostra alcuna parte, nemmeno parziale, di nudo.
- Il primo bacio e scambio di effusioni tra i due protagonisti.
- La famosa scena del bacio sotto casa, quando i due uomini si incontrano di nuovo dopo quattro anni di distanza e sono entrambi sposati.

Non sono state invece oggetto di censura le scene esplicite di sesso eterosessuale, né quelle più cruente. La circostanza ha causato vivaci proteste da parte degli spettatori e dell'Arcigay, che hanno criticato queste censure non solo come un'imposizione totalmente anacronistica, ma anche come un'operazione molto grave in quanto ha compromesso la comprensione stessa della pellicola. La Rai ha difeso la sua posizione sostenendo che la copia ricevuta dalla casa di produzione aveva già questi tagli, svista di cui nessuno si era accorto. Il direttore di Rai 2, Antonio Marano, che allora si era impegnato a ritrasmettere nel futuro il film nella sua versione integrale, ha mantenuto tale promessa: il film è stato ritrasmesso in versione integrale il 16 marzo 2009, su Rai 2 alle 23,40. Il film è stato poi trasmesso il 6 settembre 2010 (in prima serata) e il 25 giugno 2011 (in seconda serata) su Rai Movie, privo ancora una volta delle scene sopracitate. In seguito, però, è sempre stato trasmesso integralmente anche in prima serata.

### Nel resto del mondo
Negli Stati Uniti d'America incontra particolare resistenza in alcune zone centro occidentali. Nello Stato dello Utah viene censurato: una catena di cinema dello Utah annulla, senza dare nessuna spiegazione ai distributori, la programmazione del film di Ang Lee mentre successivamente i gruppi conservatori hanno giustificato l'oscuramento della pellicola affermando che c'è qualcosa di profondamente sbagliato nel film. Il film subisce anche la censura cinese: le autorità di Pechino, infatti, ne hanno vietato la distribuzione in sala sul territorio nazionale. La censura cinese è riservata alle sale cinematografiche: la pellicola è quindi resa disponibile in DVD. Anche in Medio Oriente, insieme a Syriana, il film di Ang Lee è oggetto di censura.